# Huis Bree

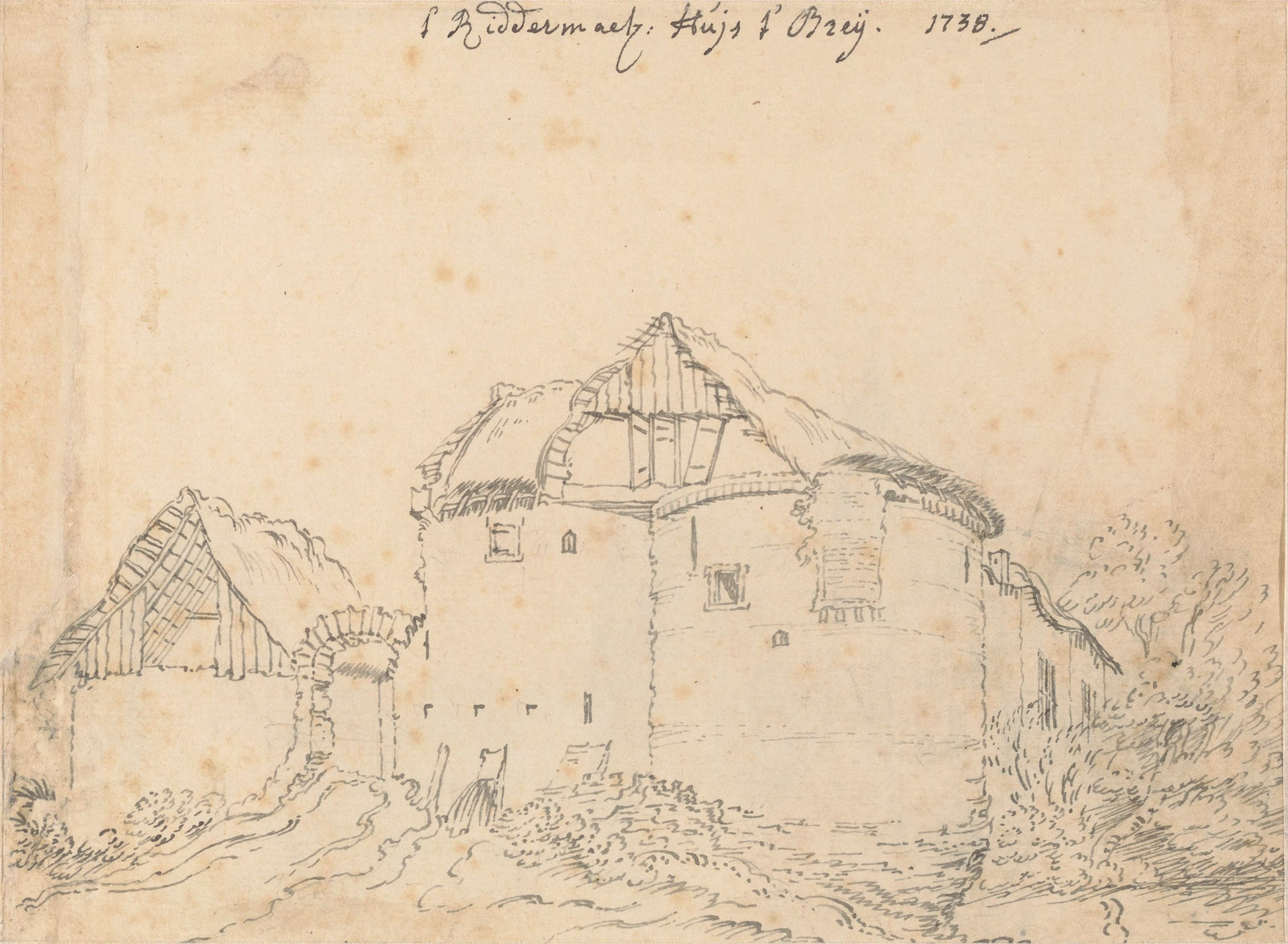
Jan de Beijer. Het Riddermatig Huys te Breij. 1738. Tekening. Amsterdam, Rijksmuseum Amsterdam.

Huis Bree was een kasteel uit de 14e eeuw of eerder in de buurtschap 't Rooth bij Maasbree in de gemeente Peel en Maas. Het kasteel stond ook bekend als Huis Aarsen omdat de eigenaren in Arcen woonden. Op deze locatie bevindt zich tegenwoordig de boerderij de Plaats.

## Huis Bree
Het huis wordt in de leenregisters van de hertog van Gelre voor het eerst vermeld in 1431 met als eigenaar Brant die Rover (die tevens schepen in 's-Hertogenbosch was) en was daarvoor een leengoed van Cuijk. Dit kwam doordat de heer van Cuijk op 15 december 1400 al zijn bezittingen aan de hertog had afgestaan. De heerlijke rechten kwamen altijd toe aan de hertog. De kasteeleigenaar van dit riddermatig goed had wel recht op een adellijke plaats in de Staten van het Overkwartier. Via Johanna die Rover die trouwde met Hendrik van der Donck, kwam het aan hun dochter, die trouwde met Herman van Winckelhuysen. Hun dochter Anna kreeg uiteindelijk via een proces dit bezit in 1571. Haar dochter Clara Margaretha van Pallandt liet bij testament het huis na aan Johan Prayon die in 1642 ermee beleend werd. Na erfenisruzies werd Reynier van Gelre in 1650 ermee beleend naar Cuijks recht en voegde het toe aan zijn bezittingen te Arcen. Hij kocht ook de heerlijkheid Maasbree van de koning van Spanje erbij in 1673. De eigendom loopt dan hiermee gelijk op. De familie Van Dalwigk zu Lichtenfels verkocht de boerderij aan de burgemeester van Maasbree, Gerard Peeters, in 1871.
Op een tekening van Jan de Beijer uit 1738 staat de ruïne afgebeeld als een rechthoekig en eenlaags kasteel met op een hoek, rechts van de ingang, een ronde toren.

## Boerderij de Plaats
De Plaats is een historische boerderij op de locatie van het voormalig Huis Bree.
Tegen het einde van de 18e eeuw werd begonnen met de verbouwing van het kasteel tot de boerderij in de vorm zoals die nu nog zichtbaar is. Het kasteel werd sinds het vertrek van de familie de Breij begin 15e eeuw nauwelijks nog door de eigenaren bewoond en aan het bezit van een kasteel konden sinds de Franse Revolutie geen rechten meer worden ontleend. De eigenaren woonden in hun kasteel te Arcen. Het werd als ongepast beschouwd als personen van niet-adellijke afkomst een kasteel zouden gaan bewonen. Vandaar dat werd besloten tot de ontmanteling van het kasteel en een verbouwing tot boerderij met bedrijfswoningen, stallen en schuren gelegen rondom een binnenplaats. De belangrijkste ingreep was de sloop van de ronde toren, de donjon. Dit leverde voldoende bouwmateriaal op voor de gehele operatie. Een gedeelte van het vrijgekomen materiaal werd zelfs verkocht.
Het oorspronkelijke landgoed bleef nog tot de jaren zestig van de 20e eeuw in stand. Alleen het tracé van de Everloschebeek met de watermolen werden tijdens het Franse bewind onteigend voor de aanleg van het Grand Canal du Nord. De watermolen werd afgebroken om de aanleg van het kanaal mogelijk te maken. Het onvoltooide kanaal doorsnijdt het landgoed van west naar oost. Ten zuiden van deze lijn bevinden zich de bossen, ooit de favoriete jachtgronden van de heren van Arcen, nu een belangrijk onderdeel van het natuurgebied Dubbroek. Het volledige natuurgebied valt tegenwoordig onder het beheer van stichting het Limburgs Landschap.
Nazaten van de familie Van Gelder uit Arcen besloten in 1871 tot een openbare verkoop van al hun bezittingen waaronder het landgoed met boerderij de Plaats te Maasbree.
Een ramp voltrok zich in 1943, tijdens de Tweede Wereldoorlog, toen het hoofdgebouw met de restanten van het kasteel werden getroffen door brandbommen afgeworpen door Engelse bommenwerpers op de terugweg van hun missie in het Duitse Roergebied. Dit is althans de officiële versie van het verhaal. Ooggetuigen hebben verklaard dat Duitse vliegtuigen zich tussen de terugkerende Engelse luchtmacht voegden en vervolgens op Nederlands grondgebied doelgericht bommen afwierpen om zodoende de geallieerden in een kwaad daglicht te plaatsen. De brand, veroorzaakt door de fosforbom die de Plaats trof, werd door buurtgenoten en de plaatselijke brandweer geblust met water uit de gracht. Vanwege de fosfor brandde de boerderij desondanks volledig af. Slechts de kelder van het kasteel en de fundering bleven gespaard. De bewoners verhuisden naar een van de andere woningen in de boerderij terwijl de kelder nog dienst bleef doen als schuilplaats tijdens de slag om Venlo gedurende de winter van 1944-1945. Om de herbouw van de boerderij mogelijk te maken werd de oude kelder in 1950 alsnog gesloopt. In deze periode werden ook de grachten gedempt en werd de karakteristieke populier achter de boerderij geplant als herinnering aan de herbouw.
Vanaf 1991 zijn de woningen en bijgebouwen verbouwd tot vakantiewoningen en heeft dit gedeelte van het oude landgoed de bestemming recreatie.
Aerwinkel · Kasteel Afferden · Aldt Huys · Aldenborgh · Kasteel Aldenghoor · Aldenhoven · Alte Burg · Kasteel Amstenrade · Slot Annendael · Kasteel Arcen · Baersdonck · Bakvliet · Baronsberg · Baxhof · Beegden ·  Benzenrade · Kasteel De Berckt · Kasteel Bethlehem · Beusdaelshof · Binsfeld · Huis Blankenberg · Kasteel Bleijenbeek · Blitterswijck · Boerlo · Bolberg · Bollenberg · Kasteel De Bongard · Borggraaf · Kasteel d'Erp · Kasteel Borggraaf · Kasteel Borgharen · Kasteel Born · Huis Bree · Breust · Kasteel Broekhuizen · Broekhuizen · Gracht Burggraaf · Kasteel De Burght · Kasteel Cartils · Cloppenburg (Oost-Maarland) · Kasteel Cortenbach · Huis De Dael · Dammerscheid · Kasteel De Bockenhof · De Donck (Sevenum) · De Donck (Swolgen) · De Dorth ·  Huis ten Dijcken · Kasteel Doenrade · De Doom · Douve · Douvenrade · De Dries · Kasteel Erenstein · Kasteel Eijsden · Eijsden · Einrade · Kasteel Elsloo · Ensenbroek · Eperhuis · Etzenraderhuuske · Exaten · Kasteel Eijckholt · Kasteel Eyckholt · Eys · Gastendonck · Kasteel Genbroek · Gebroken Slot · Kasteel Geijsteren · Kasteel Op Genhoes · Kasteel Genhoes · Genneperhuis · Kasteel Het Geudje · Kasteel Geulle · Kasteel Geusselt · Geijsteren · Gen Heck · Ghoor · Kasteel Goedenraad · Kasteel Grasbroek · Kasteel Groenendaal · Groethof · Groot Paarlo · Kasteel van Gronsveld · De Gun ·Kasteel Haeren · Kasteel Den Halder · Heerlaer · Heeze · Heijen · 's-Herenanstel · Kasteel Hillenraad · Kasteel Hoensbroek · Hoenshuis · Holstrate · Holtmühle · Huize Holtum · Kasteel Horn · De Horst · Huys ter Horst · Ten Hove (Grathem) · Ten Hove (Panningen) · Huis Brias · Huis Darth ·  Kasteel Hurpesch · Kasteel Sint-Jansgeleen · Kasteel Jerusalem · Kasteel Kaldenbroek · Den Kamp · Kasteel Karsveld · Kasteel Keverberg · Klein Paarlo · Klimmender Huuske · De Kolck · Koppelberg · Laar · Landsfort · Kasteel Lemiers · Kasteelruïne Lichtenberg · Kasteel Limbricht · Lonesteyn · Huize Lovendael · Mazenburg · Kasteel van Meerlo · Kasteel Meerssenhoven · Meezenbroek · Kasteel van Mheer · Middelaar · Kasteel Millen · Kasteel Montfort · Movert · Mulrode · De Munt · Château Neercanne · Kasteel Neubourg · Nienghoor · Huis Nierhoven · Kasteel Nieuwenbroeck · Nije Huys · Kasteel Nijenborgh · Kasteel Nijswiller · Nijthuysen · Kasteel Obbicht · Oedenrade · Kasteel Ooijen · Kasteel Oost (Valkenburg) · Kasteel Oost (Oost-Maarland) · Kasteel Ouborg · Overen · Kasteel Passarts-Nieuwenhagen · Prickenis · Prinsenhof · Puth · De Putting · Raath · De Raay · Ravenhof · Kasteel Reijmersbeek · Kasteel van Rijckholt · Kasteel Rivieren · Rodenbroek · Rosendaal · Kasteel Schaesberg · Kasteel Schaloen · Te Scharen · Schenkenburg · Kasteel Scheres · De Spijker (Geijsteren) · De Spijker (Leeuwen) · Huis Severen · Sibberhuuske · Château St. Gerlach · Spraland · Huis De Spyker · Huize Stalberg · Stalberg (Wellerlooi) · De Steeg · Kasteel Stein · Steinhagen · Steenen Huis · Stoel van Swentibold · Strijthagen (Landgraaf) · Strijthagen (Welten) · Struyver · Kasteel Terborgh · Terlinden (Wijnandsrade) · Terveurdt · Ter Weyer · Kasteel Ter Worm · De Tombe · Huis De Torentjes · Triest · Trippaert · Kasteel Vaalsbroek · Kasteel Vaeshartelt · Valkenburg · Vliek · De Vroenhof · Vrijburg · Kasteel Wambach · Warenberg · Well · Weyershof ·  Wijlre · Kasteel Wijnandsrade · Wijnandsrade · Wijnantshof · Wissegracht · Huize Witham · Kasteel Wittem · Wolfrath · Wylre